# Miss Venezuela 1957
El Miss Venezuela 1957 fue la quinta (5º) edición del certamen Miss Venezuela, celebrada en el Hotel Tamanaco Internacional en Caracas, Venezuela, el 28 de junio de 1957. La ganadora del concurso fue Consuelo Nouel, Miss Distrito Federal.
El famoso presentador Renny Ottolina fue el anfitrión del evento.

## Resultados
- Miss Venezuela 1957 - Consuelo Nouel (Miss Distrito Federal)
- 1st runner-up - Bertha Dávila (Miss Lara)
- 2nd runner-up - Elsa Torrens (Miss Carabobo)
- 3rd runner-up - Luisa Vásquez (Miss Sucre)
- 4th runner-up - Olga Lavieri (Miss Aragua)

## Concursantes
- Miss Amazonas - Marbelia Mejías
- Miss Anzoátegui - Yolanda Montenegro
- Miss Apure - Carmen Alicia Moreno
- Miss Aragua - Olga Lavieri Varganciano
- Miss Barinas - Thais Margarita Ferrer
- Miss Bolívar - Anita Benedetti
- Miss Carabobo - Elsa Torrens
- Miss Caracas - Sonia Dugarte Bravo
- Miss Cojedes - Aida Fernández Trujillo
- Miss Delta Amacuro - Lilia Hernández
- Miss Departamento Vargas - Emma Rosales (se retiró)
- Miss Distrito Federal - Consuelo Nouel Gómez
- Miss Falcón - Graciela Domínguez Egea
- Miss Guárico - Carmen Teresa González (fue descalificada)
- Miss Lara - Bertha Gisela Dávila
- Miss Maracay - Elvira Ríos
- Miss Mérida - Elsa Maria Avendaño
- Miss Miranda - Dilia Pacheco
- Miss Nueva Esparta - Brenda Kohn Coronado
- Miss Portuguesa - María de los Ángeles "Maruja" Ramírez Dovale
- Miss Sucre - Luisa Vásquez Torres
- Miss Táchira - Yolanda Cárdenas (fue descalificada)
- Miss Yaracuy - Mary Quiroz Delgado (†)
- Miss Zulia - Emma Luisa Quintana

## Representación Internacional
- Consuelo Nouel participó sin éxito en el Miss Universo 1957 y Miss Mundo 1957
- Mary Quiróz participó sin éxito en el Miss Universo 1960.